# Улагач (озеро)
Улага́ч — озеро горного типа в Озёрском городском округе Челябинской области. Сток озера является началом реки Мишеляк.

## География
Расположено на юге Озёрского городского округа, на границе с Аргаяшским районом. На восточном берегу находится посёлок Новогорный, на южном — посёлок Бижеляк и деревня Селезни. Рядом с западным берегом расположены озёра Татыш и Акакуль.
Вода в озере пресная. Дно неровное, местами каменистое.
Рогоз, тростник и камыш обильно произрастают в заливах и на берегах Улагача.
На берегах озера находится несколько населённых пунктов: Новогорный (самый крупный), Горный, Селезни, Бижеляк. В Новогорном действует Аргаяшская ТЭЦ, используящая воду озера для охлаждения.
Рыба в озере: карась, окунь, щука, чебак, ерш, линь, карп, лещ.

## Название
Гидроним Улагач, как и большинство топонимов Челябинской области, образован от башкирских слов: «оло» — «большой», «длинный» (с выпадением последнего «о») и «агач» — «лес», «дерево». В буквальном толковании Улагач — это «длинное лесное озеро». Своё название озеро полностью оправдывает — оно представляет собой явно вытянутую узкую дугу, протянувшуюся с северо-запада на юго-запад.